# Röjtökmuzsaj
Röjtökmuzsaj (németül: Ridesch-Mondschein) község Győr-Moson-Sopron vármegyében, a Soproni járásban.

## Fekvése
Soprontól mintegy 30 kilométerre délkeletre fekszik.
A közvetlenül szomszédos települések: észak felől Hegykő, északkelet felől Fertőszentmiklós, dél felől Pusztacsalád, délnyugat felől Sopronkövesd, nyugat felől Ebergőc, északnyugat felől pedig Nagylózs.
Éghajlata mérsékelt égövi, kedvező, csapadékos, jó adottságú a mezőgazdasági termeléshez. Állatok élőhelyéül kiválóan alkalmas erdőterülete miatt gazdag a vadállománya. Levegője tisztaságának gyógyítóerőt tulajdonítanak.

### Megközelítése
A település legfontosabb közúti megközelítési útvonala – átadása óta – az M85-ös autóút, ennek fertőszentmiklósi csomópontjától a község minden lakott része legfeljebb 4-5 kilométeres úttal elérhető. Az autóúttal, illetve Fertőszentmiklós városával az északkelet-délnyugati irányban húzódó 8627-es út kapcsolja össze; ez az út szeli ketté a röjtöki községrész gerincének tekinthető, hosszú, egyenes Röjtöki utcát. A 8627-es útra merőlegesen, délkelet-északnyugati irányban fut a 8612-es út, amelyen a különálló másik községrész, Muzsaj érhető el.
Vasútvonal nem érinti, a legközelebbi vasúti csatlakozási lehetőséget a Győr–Sopron-vasútvonal fertőszentmiklósi és petőházi állomásai kínálják, körülbelül egyformán 7-7 kilométerre.

## Története és mai élete
Röjtök és Muzsaj egyesítéséből keletkezett 1928-ban.

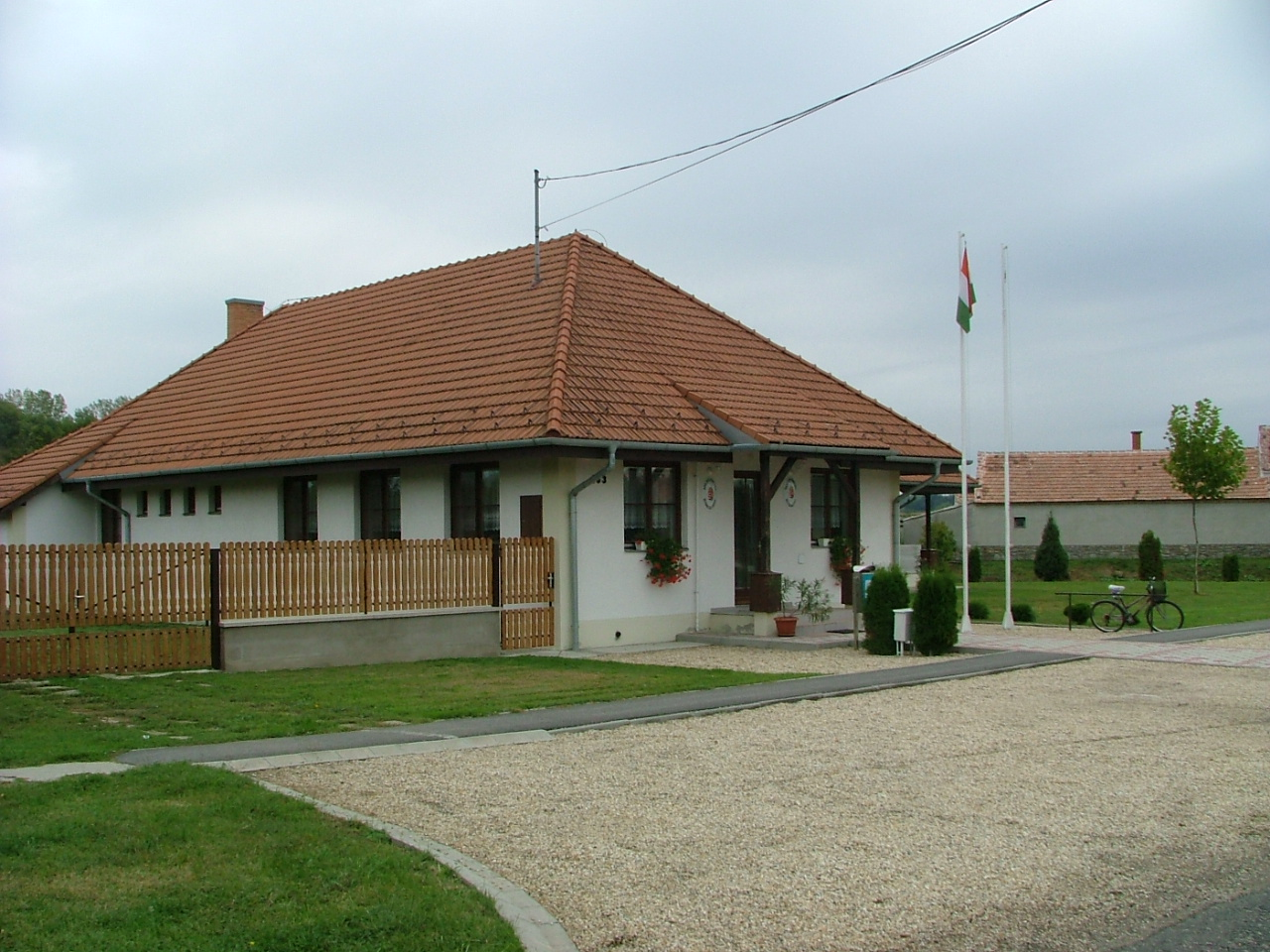
Az új községháza

Muzsajt 1232-ben, Röjtököt 1265-ben említi az első ismert középkori írásos forrás, akkori birtokosaik a Muzsay és Vághy családok.
Muzsajt valószínűleg a török 1529. évi (Bécs ostroma (1529)) átvonulásakor teljesen elpusztította. Új birtokosa, Dóczy Simon 1549-ben négy jobbágykaput kitevő néppel újjátelepítette. A 16. század közepén a Dóczy család az egyetlen birtokos, mellette 1564-ben megjelennek a Chernelek, a század végére pedig a környékbeli birtokos családok legtöbbje megveti a lábát egy-két vásárolt vagy házassági kapcsolat útján szerzett muzsaji jobbágytelken. A birtokok széttördelése olyan gyors ütemben haladt, hogy 1600-ban már hat család volt jobbágytalan egytelkes nemes. 1635-ben a Muzsajon lakó nemesség és jobbágyok közös megegyezéssel írásban fektették le a község igazgatására, az igazság kiszolgáltatására vonatkozó rendszabásukat.

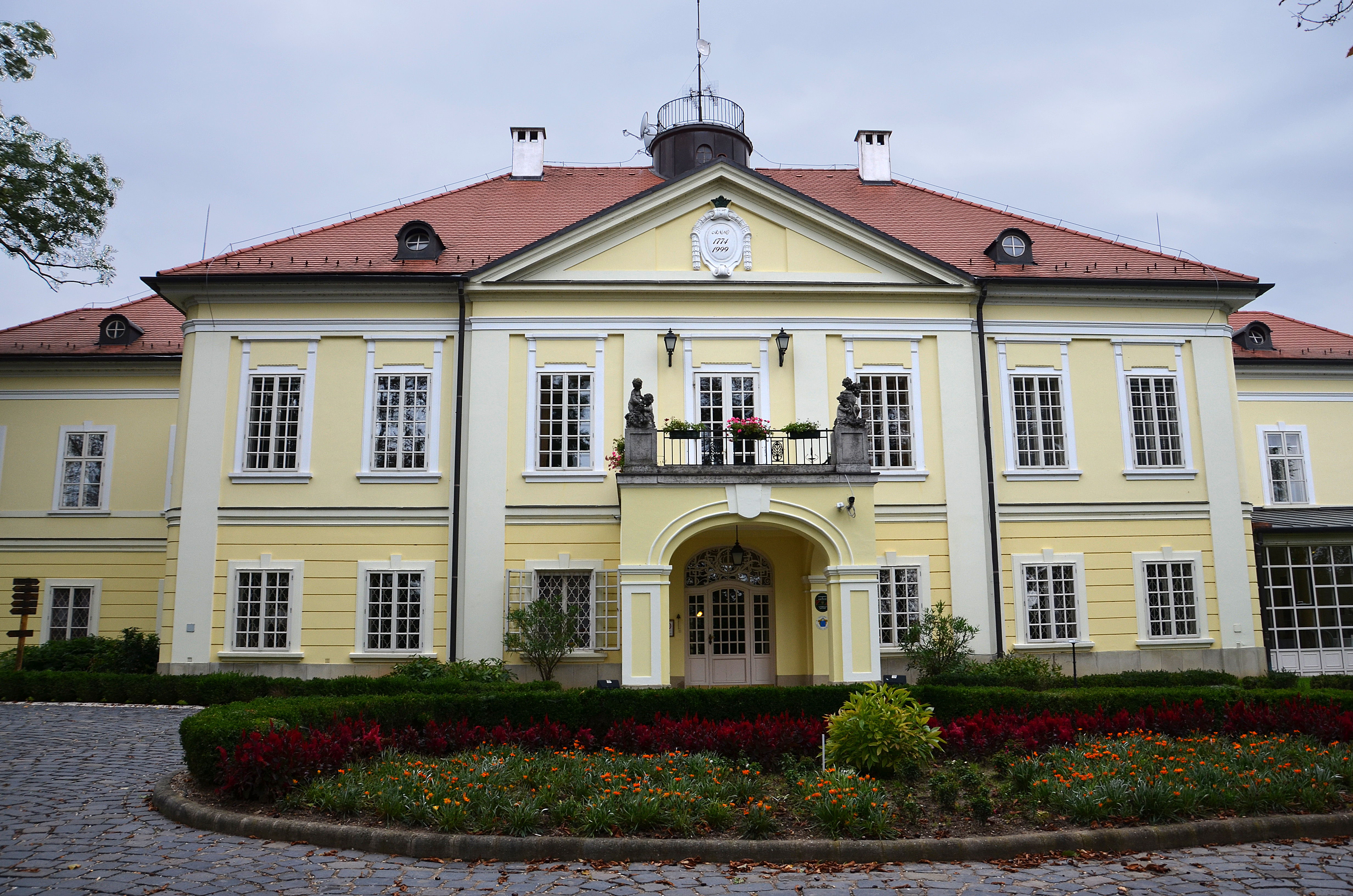
A kastélyszálló

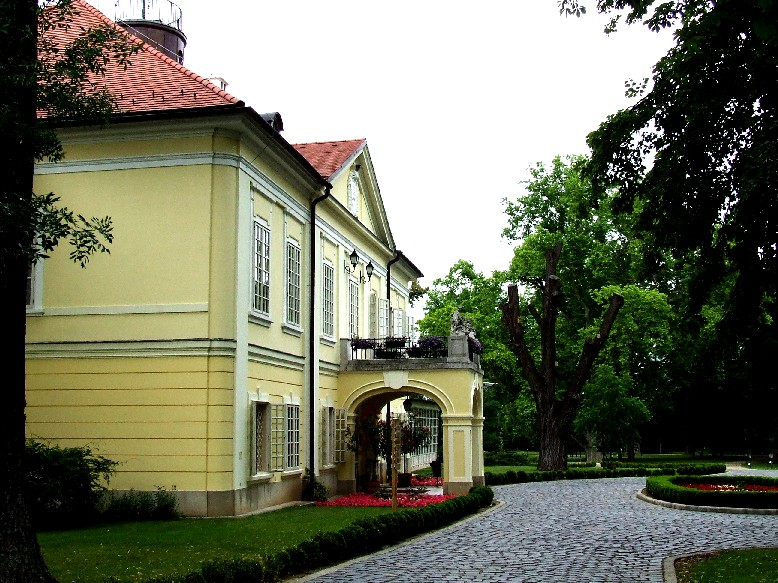
A Szidónia kastélyszálló

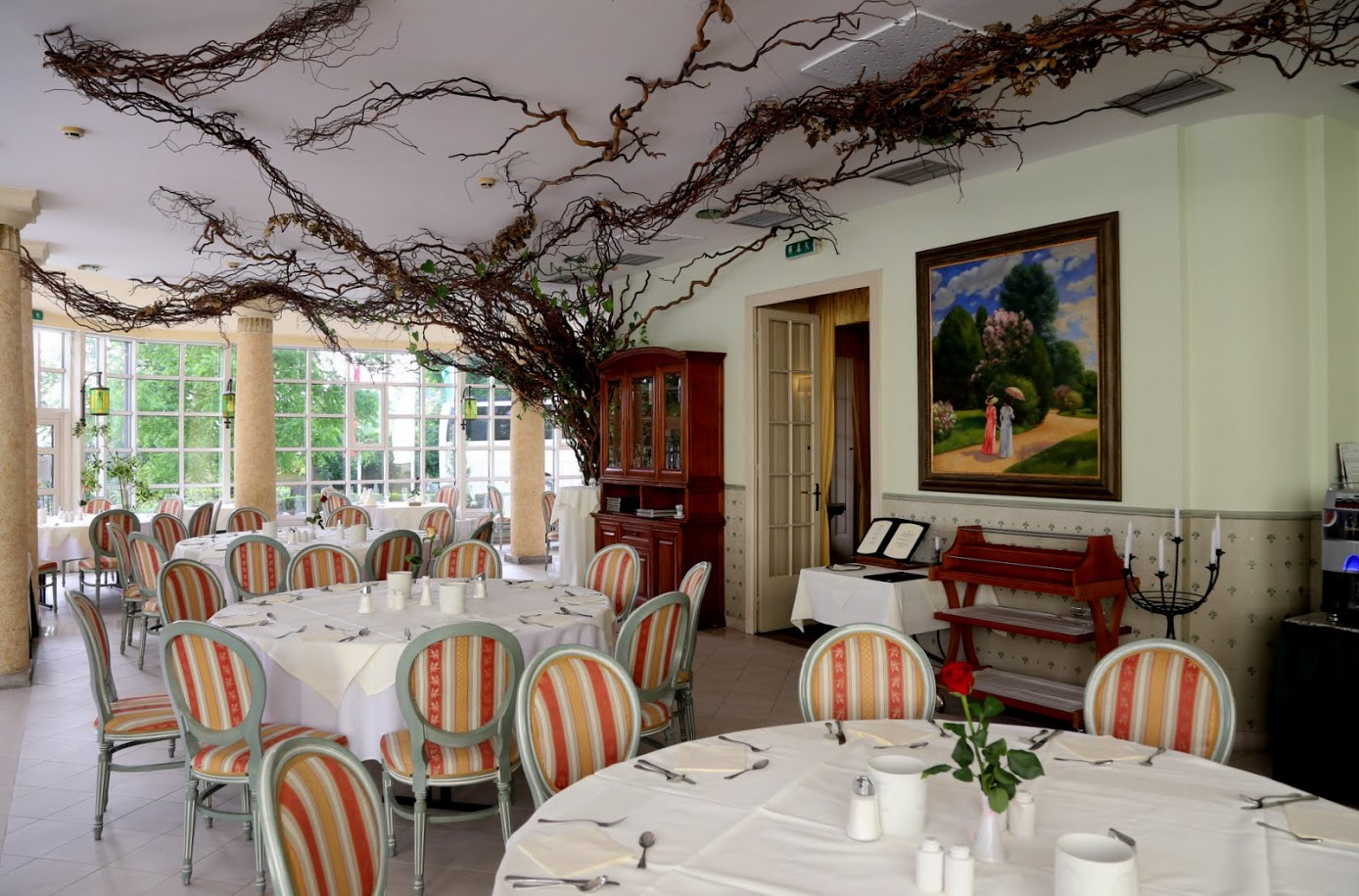
Szidónia kastélyszálló

A községbe menetrendszerű autóbuszjárat közlekedik. A faluban a vezetékes ivóvíz, elektromos hálózat, gázvezeték, szennyvízcsatorna, telefonhálózat kiépült.
A szociális alapellátások biztosítottak. Könyvtárral rendelkezik, óvoda is működik a faluban.
A község lakossága szinte teljes egészében római katolikus vallású, hagyományai is ehhez kötődnek. A röljtökmuzsaji Mária-kegyhely ismert katolikus búcsújáróhely. A Mária-kegyszobor búcsúnapja – Kisboldogasszony – előestéjén énekkel és imádsággal a község és környéke lakói késő éjszakába nyúló körmenetet rendeznek. Ezt a hagyományt Röjtökmuzsajon „Mária-keresésnek” nevezik.
A község a Fertőmenti Térségi Régió tagja. Partnerközségeikkel évente közös rendezvényeiken találkoznak.
A fő megélhetési forrást a mezőgazdaság, erdőgazdaság ill. az állattartás jelenti. A termelőszövetkezet megalakulása előtt a kisparaszti gazdálkodás volt a jellemző. Az utóbbi években megnőtt a vállalkozások száma. Az erdőgazdaság részvénytársaság formájában működik, jelentős exporttevékenységet folytat. A Fajtakísérleti Állomás az országos fajtaminősítési programban jelentős helyet foglal el. A helyi munkalehetőségek az átlagosnál jobbak. Az Szidónia, négycsillagos kastélyszálloda egyben munkahelyteremtő vállalkozás is.

## Közélete

### Polgármesterei
- 1990–1994: Horváth Rezső (párt-hovatartozása nem ismert)[4]
- 1994–1998: Bak Gyuláné (független)[5]
- 1998–2002: Bak Gyuláné (független)[6]
- 2002–2006: Bak Gyuláné (független)[7]
- 2006–2008: Bak Gyuláné (független)[8]
- 2008–2010: Kiss József (független)[9][10]
- 2010–2014: Kiss József (független)[11]
- 2014–2019: Kiss József (független)[12]
- 2019–2024: Kiss József (független)[13]
- 2024– : Kincses Balázs (független)[1]

A településen 2008. június 1-jén időközi polgármester-választást kellett tartani, mert az előző polgármester februárban lemondott posztjáról. A választást négy jelölt közül, aránylag nagy fölénnyel az addigi alpolgármester nyerte.

## Népesség
A település népességének változása:
| Lakosok száma | 429  | 440  | 437  | 469  | 429  | 465  | 475  |
|               | 2013 | 2014 | 2015 | 2021 | 2022 | 2023 | 2024 |

A 2011-es népszámlálás során a lakosok 95,5%-a magyarnak, 0,5% cigánynak, 1,4% németnek mondta magát (4,3% nem nyilatkozott; a kettős identitások miatt a végösszeg nagyobb lehet 100%-nál). A vallási megoszlás a következő volt: római katolikus 81,7%, református 0,5%, evangélikus 1,7%, felekezeten kívüli 9% (6,2% nem nyilatkozott).
2022-ben a lakosság 92,1%-a vallotta magát magyarnak, 3% németnek, 0,7% horvátnak, 0,5% románnak, 0,2% lengyelnek, 3,3% egyéb, nem hazai nemzetiségűnek (7,2% nem nyilatkozott; a kettős identitások miatt a végösszeg nagyobb lehet 100%-nál). Vallásuk szerint 58,5% volt római katolikus, 2,3% református, 2,3% evangélikus, 0,5% görög katolikus, 0,2% ortodox, 1,9% egyéb keresztény, 0,9% egyéb katolikus, 5,4% felekezeten kívüli (27,7% nem válaszolt).

## Nevezetességei
- Római katolikus templom (búcsújáróhely) – Kívül-belül romantikus épület. 1524-ben említik először. 1651-ben a püspöki látogatás jegyzőkönyve szerint jó karban van, de 1683-ban a Bécs újabb ostromára vonuló török csapatok felgyújtják. 1760-ban a templomot újjáépítik, 1879-ben lebontják és a soproni Handler Nándor építész tervei alapján, neoromán stílusban mostani formájára építik. A templom fából faragott Mária-szobra a hagyomány szerint a burgenlandi Vimpác minorita templomából került ide. A ma is nagy tisztelettel körülvett kegyszobor története 1496-ban kezdődött. Vimpác (Wimpassing) község hívei templomot építettek, s amikor elkészült, és már csak az oltárkép hiányzott, a Lajta folyó partján dolgozó parasztok egy szép Szűz Mária-szobrot találtak, azt tették az oltárra. A szépen faragott szobor kezdettől fogva nagy tiszteletnek örvendett nemcsak a falu, hanem az egész környék lakói részéről. A legenda szerint 1529-ben a Bécs alól visszavonuló törökök egyik parancsnoka magával vitte. Útközben súlyosan megbetegedett, már-már halálán volt, amikor az egyik magyar fogoly, egy egyszerű kondás azt tanácsolta neki, hogy küldje vissza a szobrot, és akkor meggyógyul. A pasa az intésre hallgatva megbízta a foglyot, hogy vigye vissza a Szűzanya szobrát. Amint a szobor elkerült tőle, a tiszt azonnal meggyógyult. Vimpácon a szobor csodálatos visszatérése nagy örömet szerzett. Mind több és több zarándokcsoport jött ide. Ezzel egyidejűleg a templom alatt forrás fakadt, annak vizétől sokan meggyógyultak. 1587-ben kolostor épült a kegyhelyen, amely először a ferenceseké volt, majd 1628-tól a minoriták vették át. Amikor a kalapos király feloszlatta a szerzetesrendeket, és a minoritáknak is el kellett hagyniuk Vimpácot, a kedves kegyszobrot legnagyobb jótevőjüknek, Gévay Máriának a gondjára bízták. Évek múlva a szobor Végh Anna birtokába került, aki Röjtökre hozta és a templomnak ajándékozta a vimpáci Szűzanyát. Szely Imre plébános a szobrot Földessy Gyula (szobrász)művésszel megvizsgáltatta. Kiderült, hogy az valami ritka, nálunk ismeretlen, igen kemény fából készült. A gyakori imameghallgatások hatására a győri püspök 1811-ben megengedte, hogy a kegyszobor a templom főoltárára kerüljön, nyilvános tiszteletre. A kegytemplom főbúcsúja a Kisboldogaszony ünnepét követő vasárnapon van.
- A Felsőbüki Nagy-Ürményi-kastély (ma Szidónia kastélyszálló) – Eredetileg a Széchényiek egyszerű udvarháza volt, 1770 körül a felsőbüki Nagy család kastéllyá alakította. 1910-ben Hans Mayer bécsújhelyi építész átformálta. Versegi Nagy Elek 1925 táján az egész kastélyt korszerűsíttette és a parkot is újjáalakíttatta, annak dísze a kastély főbejárata előtt álló hatalmas feketedió-fa, amelynek átmérője egy méteresnél nagyobb.
- Muzsaj határában egy Szent István korabeli templom maradványai találhatók.
- Az Ikva holtágán vízimalom (jelenleg nem látogatható)
- Kiskocsma (vendéglátóhely)